# Zadrzewnia włochata
Zadrzewnia włochata (Diervilla rivularis) – gatunek rośliny należący do rodziny przewiertniowatych Caprifoliaceae. Pochodzi z Ameryki Północnej (stany: Alabama, Georgia, Karolina Północna, Tennessee). W Polsce jest czasami uprawiana.

## Morfologia
Krzew zrzucające liście na zimę, spokrewniony z krzewuszką. Ma pojedyncze, piłkowane, ostro zakończone, naprzeciwległe liście, kwiaty żółte, drobne z długą rurką i długim ,wystającym daleko poza koronę słupkiem. Wyrastają pojedynczo w kątach liści albo zebrane są w szczytowe podbaldachy wyrastające na jednorocznych pędach.

## Zastosowanie
Spokrewniona jest z gatunkami z rodzaju krzewuszka, jest jednak mniej ozdobna. Jest (rzadko) uprawiane jako roślina ozdobna, głównie w parkach i jako roślina okrywowa. Dzięki tworzonym odrostom nadaje się do umocnienia przeciwpowodziowego koryt rzek. Nie ma specjalnych wymagań co do gleby i jest odporna na mróz. Może rosnąć zarówno w pełnym słońcu, jak i w półcieniu. Przycięcie krzewu po przekwitnieniu powoduje, że w następnym sezonie wegetacyjnym obficiej kwitnie. Rozmnaża się je przez sadzonki pędowe lub przez podział bryły korzeniowej.